# Jānis Lūsis
Jānis Lūsis (19. května 1939 Jelgava, Lotyšsko – 29. dubna 2020) byl sovětský atlet lotyšské národnosti, olympijský vítěz a čtyřnásobný mistr Evropy v hodu oštěpem.

## Sportovní kariéra
V roce 1963 vybojoval zlatou medaili na světové letní univerziádě v brazilském Porto Alegre. Čtyřikrát v řadě získal na ME v atletice zlatou medaili. Totéž později dokázal i britský oštěpař Steve Backley. Dvakrát vytvořil starým typem oštěpu světový rekord. Jeho první rekord měl hodnotu 91,98 m (23. července 1968, Saarijärvi) a druhý 93,80 m (6. července 1972, Stockholm[zdroj?]). K posunutí těžiště došlo v roce 1986.

### Letní olympijské hry
Jako jediný oštěpař v celé historii získal na letních olympijských hrách kompletní sadu medailí.[zdroj?] V roce 1972 na olympiádě v Mnichově mu však druhá zlatá medaile unikla o pouhé dva centimetry, když zvítězil výkonem 90,48 m Klaus Wolfermann ze Západního Německa.
| Olympijské hry | Místo konání             | Umístění | Výkon   |
| -------------- | ------------------------ | -------- | ------- |
| LOH 1964       | Tokio, Japonsko          | 3.       | 80,57 m |
| LOH 1968       | Ciudad de México, Mexiko | 1.       | 90,10 m |
| LOH 1972       | Mnichov, NSR             | 2.       | 90,46 m |
| LOH 1976       | Montréal, Kanada         | 8.       | 80,26 m |

## Osobní život
Jeho manželkou byla Elvīra Ozoliņa, lotyšská atletka, která se rovněž věnovala hodu oštěpem. V roce 1960 se stala v Římě olympijskou vítězkou. Jejich syn Voldemārs Lūsis (* 1974) se také věnoval atletice a zúčastnil se olympijských her v Sydney 2000 a olympiády v Athénách 2004.